# (73455) 2002 NT36
(73455) 2002 NT36 – planetoida z pasa głównego asteroid okrążająca Słońce w ciągu 7,85 lat w średniej odległości 3,95 j.a. Odkryta 9 lipca 2002 roku.